# 哈丽雅特·泰勒·密尔
哈丽雅特·泰勒·密尔（英語：Harriet Taylor Mill，1807年10月8日—1858年11月3日）是英国著名哲学家约翰·斯图尔特·密尔之妻，对密尔的一生及其思想产生了重要影响。

## 生平
哈丽特·泰勒·密尔于1807年10月在伦敦出生以哈丽特·哈代（Harriet Hardy）的名字出生。她于1826年3月14日（十八岁）与三十九岁的药品批发商约翰·泰勒（John Taylor）结婚并养育了三个孩子：赫伯特，1827年出生；阿尔杰农（“哈吉”），1830年出生；海伦（“莉莉”），生于1831年。哈里特·泰勒和约翰·密尔于1830年首次见面。哈丽特在仍然和约翰·泰勒结婚的状态下公然和密尔保持情侣关系。1833年，哈丽特与她的丈夫分居，并在此后常常去见密尔。约翰·泰勒于1849年死于直肠癌，1851年春哈丽特与约翰·密尔再婚。她婚后受各种影响神经和呼吸系统的健康问题困扰，于1858年11月3日在阿维尼翁死于呼吸衰竭。她死后，密尔在那里买了一所小房子，紧挨着埋葬她的墓地，他在那里度过了余生的大部分时间。（密尔于1873年去世并安葬在阿维尼翁。）

## 著作
- 《哈里特·泰勒·米尔全集》
- 《论自由》（与约翰·斯图尔特·密尔合著）
- 《政治经济学原理》（与约翰·斯图尔特·密尔合著）[2]